# Ванечка
«Ванечка» — российский фильм-драма, основанный на рассказе Эдуарда Тополя «Сумасбродка». Премьера состоялась 8 ноября 2007 года.

## Сюжет
Действие фильма происходит в 1998 году. Надя приехала в Москву поступать в театральный институт. На время экзаменов она остановилась у своих знакомых. Однако они погибают в автомобильной катастрофе, и Надя осталась одна с их маленьким сыном Ванечкой на руках.

## В ролях
| Актёр              | Роль                              |
| ------------------ | --------------------------------- |
| Елена Великанова   | Надя                              |
| Андрей Панин       | Гаврилов                          |
| Максим Галкин      | Ванечка                           |
| Евдокия Германова  | директриса дома ребёнка           |
| Сергей Баталов     | майор Никуленко                   |
| Нина Русланова     | представитель органов опеки       |
| Валерий Баринов    | водитель такси                    |
| Алиса Гребенщикова | Зина                              |
| Сергей Юшкевич     | Ян                                |
| Василий Мищенко    | руководитель пикета               |
| Иван Рудаков       | молодой священник                 |
| Армен Джигарханян  | профессор Армен Борисович (камео) |
| Ольга Дроздова     | Ольга Борисовна (камео)           |
| Михаил Солодко     | Виталик                           |
| Алексей Агрызков   | «татарин»                         |
| Эдуард Черношкур   | Силан                             |

## Награды и номинации
Фильм получил приз зрительских симпатий на кинофестивалях «Лучезарный ангел» и «Окно в Европу».